# Panteón de Dolores

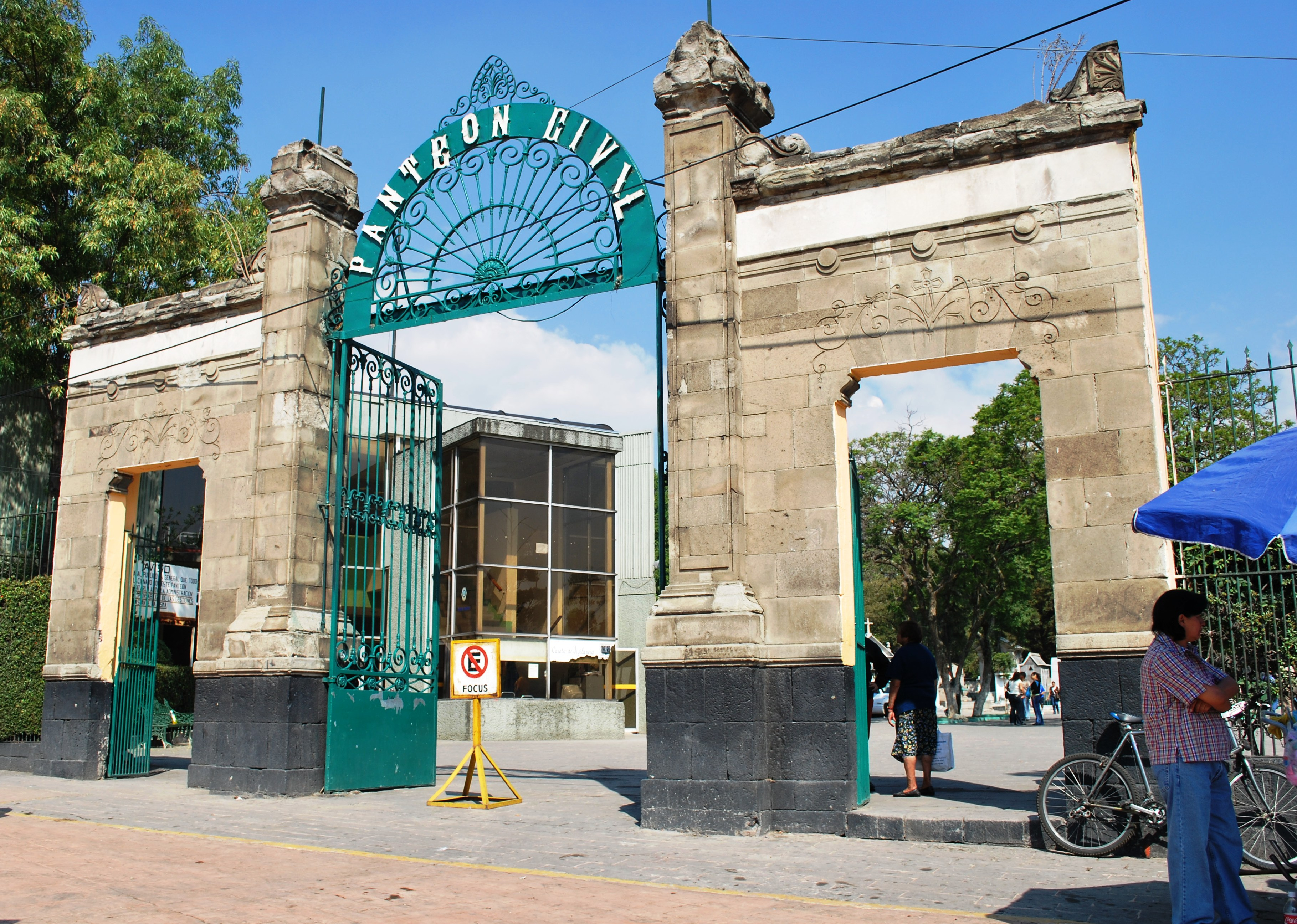
Hoofdingang van het Panteón Civil de Dolores

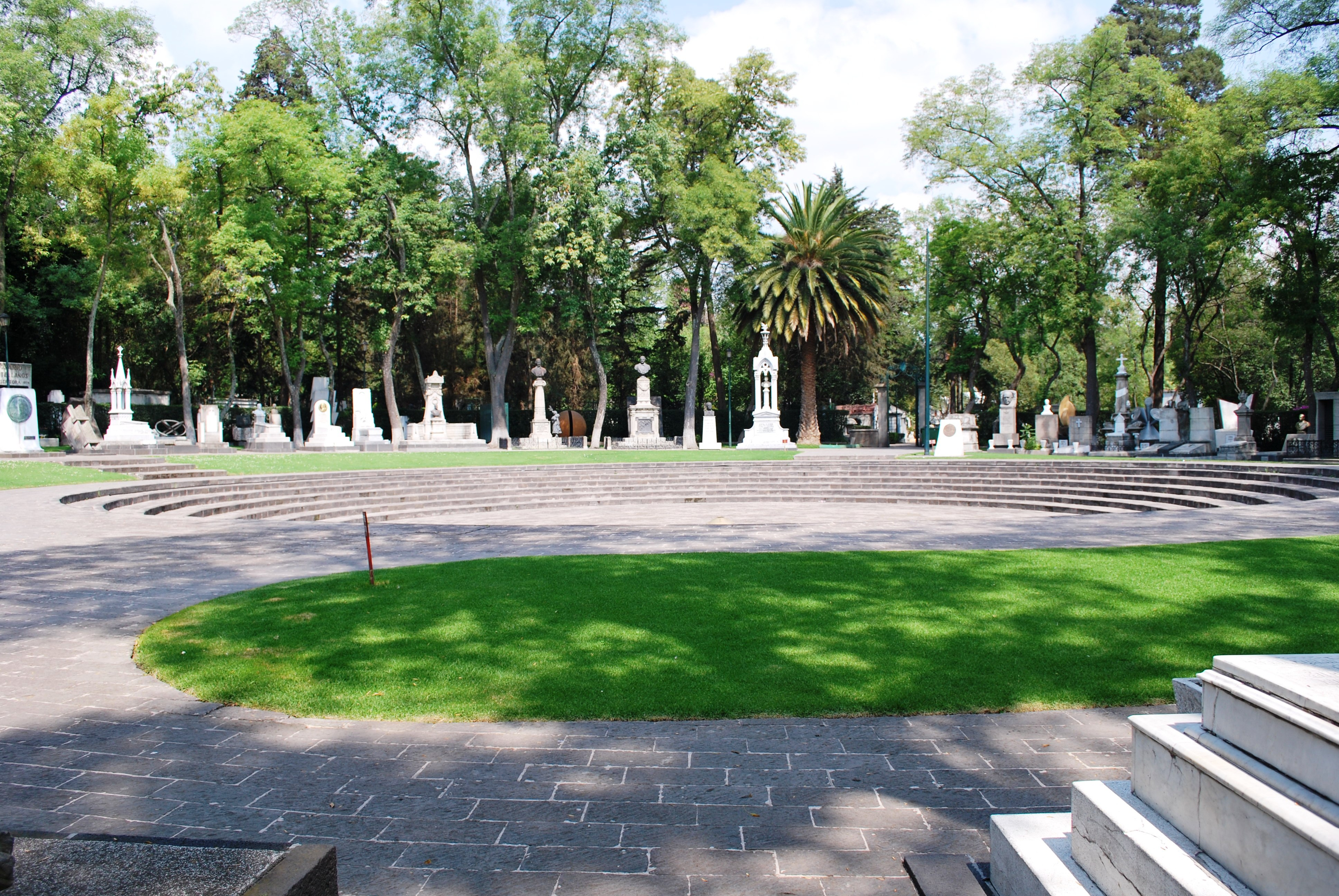
Rotonda de los Hombres Ilustres

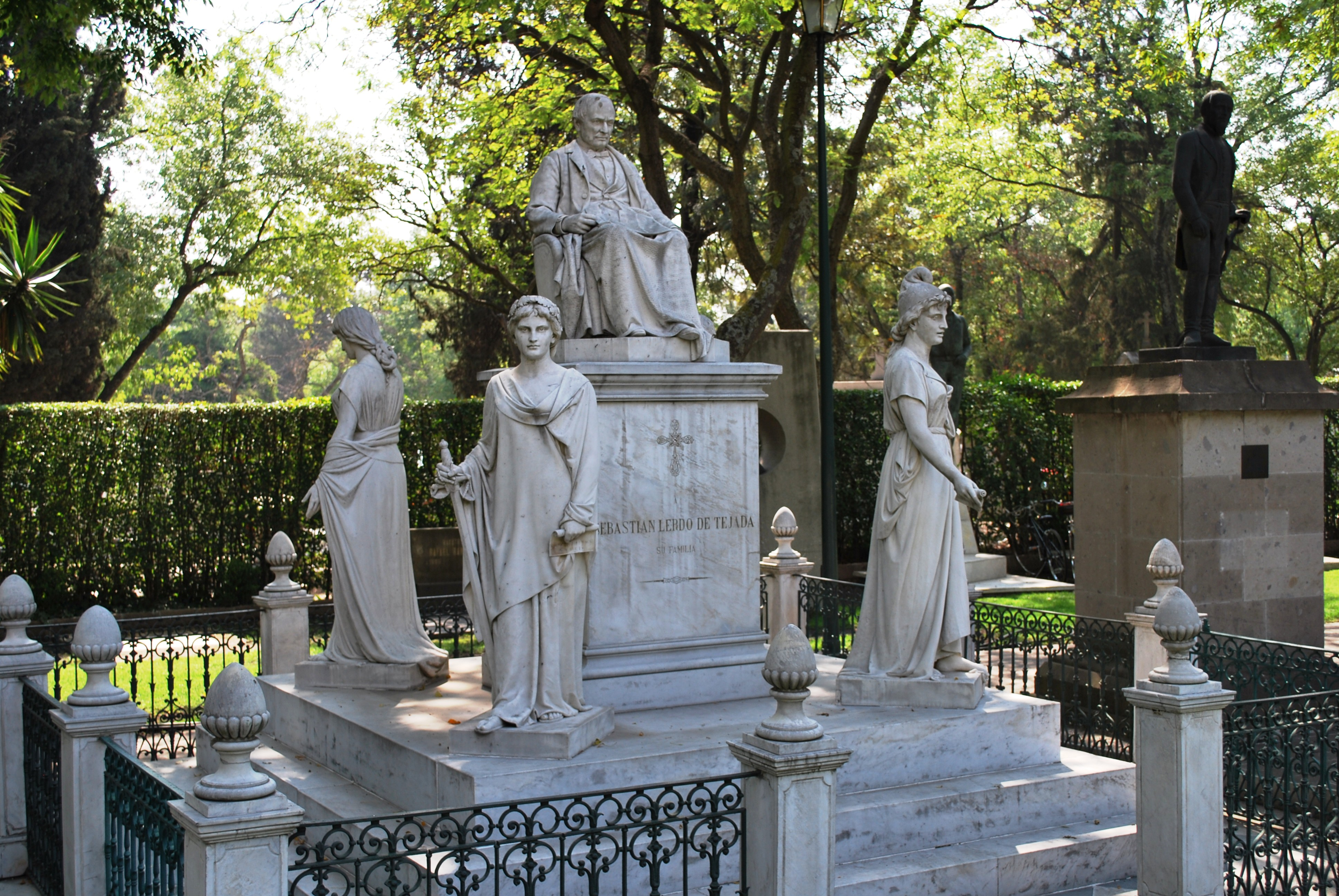
Graf van president Sebastián Lerdo de Tejada

Het Panteón Civil de Dolores is een begraafplaats in de gemeente Miguel Hidalgo in Mexico-Stad. Hier zijn bekende Mexicanen begraven, met name in de Rotonda de los Hombres Ilustres.
Bekende Mexicanen die in Panteón de Dolores zijn begraven zijn:
- Mariano Azuela (1873-1952), schrijver
- Julián Carrillo Trujillo (1875-1965), componist
- Nabor Carrillo Flores (1911-1967), wetenschapper
- Heberto Castillo (1928-1997), politicus
- Dr. Atl (1875-1964), kunstschilder
- Genaro Estrada (1887-1937), diplomaat
- Francisco González Bocanegra (1824-1861), dichter
- Agustín Lara (1897-1970), componist
- Sebastián Lerdo de Tejada (1823-1889), president (1872-1876)
- Tina Modotti (1896-1942), actrice
- Jaime Nunó (1824-1908), componist
- José Clemente Orozco (1883-1949), kunstschilder
- Octavio Paz (1914-1998), schrijver
- Carlos Pellicer (1899-1977), schrijver
- Manuel Ponce (1882-1948), componist
- Mario Moreno Reyes (Cantinflas, 1911-1993), komiek/acteur/zanger
- Dolores del Río (1904-1983), actrice
- Diego Rivera (1886-1957), kunstschilder
- Pedro Rodríguez (1940-1971), F1-coureur
- David Alfaro Siqueiros (1896-1974), kunstschilder
- Felipe Villanueva (1862-1893), componist